# عدد هارتمان
عدد هارتمان (بالإنجليزية: Hartmann number)‏ ويختصر Ha، هو النسبة بين القوة الكهرومغناطيسية إلى قوة اللزوجة، وعرّفه لأول مرة العالم هارتمان. يعرّف الرقم كالتالي:
{\displaystyle \mathrm {Ha} =BL{\sqrt {\frac {\sigma }{\mu }}}}
حيث:
- B هو الحقل المغناطيسي
- L هو الطول التدريجي
- σ هي الموصلية الكهربائية
- μ هي اللزوجة